# Castillo Belvedere
El castillo Belvedere es una fortificación localizada en el parque urbano de Central Park, en Nueva York, Estados Unidos.
La arquitectura del castillo está enmarcada dentro de un ambiente y estilo Victoriano. Fue construido y diseñado en 1865 y se encuentra situado en el punto más alto del Central Park. Esta fortificación también cumple otras funciones propias del entorno donde se encuentra localizado. Por ejemplo, es utilizado como sede del Observatorio Meteorológico. En las instalaciones del castillo se puede encontrar el Henry Luce Nature Observatory; en este punto se aprecia toda la flora y la fauna del parque. Actualmente, el castillo sirve como lugar turístico, además de ofrecer excelentes panorámicas de sus alrededores.
El castillo Belvedere fue obra de Frederick Law Olmsted y Calvert Vaux. Un híbrido arquitectónico de estilo gótico y románico, el diseño de Vaux consta de varias estructuras de granito con una torre de esquina que termina en forma cónica, con la expectativa existente sobre las paredes de parapetos.
El castillo es la sede de un observatorio. Los naturalistas lo utilizan para labores y descubrimientos científicos. En dicho lugar se encuentran telescopios, microscopios, esqueletos humanos y plumas, todos estos objetos se encuentran en el observatorio para ser expuestos a los niños y jóvenes. Otra exhibición que se encuentra en el observatorio es la de un árbol de madera contrachapado con reproducciones de cartón piedra de diversas aves.

## Castillo
La edificación fue construida originalmente como una concha con puertas abiertas y ventanas. También se encuentra un observatorio meteorológico, adquirido por el Servicio Meteorológico de los Estados Unidos en 1912. Los dos pabellones construidos de madera se encontraban deteriorados, sin pintura y mantenimiento por lo que fueron retirados a mediados de 1900.
El castillo Belvedere se encuentra sobre un lago llamado Great Lawn and Turtle Pond, un óvalo de césped con ocho diamantes de béisbol, vagamente definido por las plantaciones de árboles en grupos, a la manera del paisaje del jardín Inglés. También se encuentra el "estanque de tortugas", rediseñado en 1997 como una plantación naturalista que vislumbra toda la extensión del agua.
Es un lugar donde habitan otro tipo de animales como aves, insectos, anfibios y reptiles.